# رتیرو (انتیوکیا)
رتیرو (انگلیسی: Retiro, Antioquia) نام شهری در کشور کلمبیا است.